# Ana Tortajada
Ana Tortajada (Sabadell, 24 mei 1957) is een Spaans auteur en journaliste.
Ze studeerde filologie in Duitsland, waar ze vier jaar woonde. Naast haar literaire werk werkt ze vaak aan vertalingen van werken.